# Unterrieden (Witzenhausen)
Unterrieden ist ein Stadtteil von Witzenhausen im nordhessischen Werra-Meißner-Kreis. Der Ort ist ein Zentrum des Kirschenanbaugebiets Witzenhausen.

## Geographie
Unterrieden liegt rund 4,8 km südsüdwestlich des Dreiländerecks Hessen-Niedersachsen-Thüringen und etwa 1,5 km (je Luftlinie) östlich der Witzenhäuser Kernstadt an der Werra. Nördlich erhebt sich der Sandwald (477,2 m ü. NN), südostwärts leitet die Landschaft zum Höheberg (508,9 m ü. NN) über und jenseits der Werra erstrecken sich südlich das Soodener Bergland (482,4 m ü. NN) mit dem jenseits davon befindlichen Hohen Meißner (753,6 m ü. NN) und südwestlich bis westlich der Kaufunger Wald (643,4 m ü. NN).
Über die Bundesstraßen 27 (Göttingen–Eschwege) und 80 (Hann. Münden–Heilbad Heiligenstadt) ist das Dorf an das übergeordnete Straßennetz angebunden. Über die B 27 ist seit Dezember 2006 die A 38 (Göttingen–Halle (Saale)) erreichbar, von der am nahen Autobahndreieck Drammetal Anbindung an die Bundesautobahn 7 besteht.

## Geschichte

### Ortsgeschichte
| Jahr | Ereignis |
| ---- | --- |
| 856  | bis 866 erstmalige Erwähnung in einer Schenkung an das Kloster Corvey als „Ungretun“ |
| 1470 | Sittich von Berlepsch übernimmt das Lehen in Unterrieden |
| 1744 | Die Familie von Bodenhausen auf dem Arnstein hat sich 2/3 des Unterrieder „Zehnten“ gesichert |
| 1747 | Erstmals Gebrauch der heutigen Schreibweise „Unterrieden“ |
| 1872 | Fertigstellung der Bahnstrecke der Bahnstrecke Halle–Hann. Münden |
| 1904 | Gründung der Firma Welco zur Zigarrenherstellung |
| 1915 | Eröffnung der Eisenbahnstrecke Eichenberg-Velmeden „Gelstertalbahn“. In Unterrieden wird der Bahnhof eingeweiht. |
| 1935 | Gründung der Freiwilligen Feuerwehr in Unterrieden |
| 1945 | Sprengung der Eisenbahnbrücke über die Werra durch deutsche Truppen am 7. April. Danach Besetzung durch amerikanische Truppen. |
| 1946 | Vollständige Ansiedlung der Fa. Grimm & Triepel in Unterrieden, die bereits ab 1933 eine Niederlassung in Unterrieden unterhielt. Die Firma stellte bis zu ihrer Schließung 2016 als einzige in Deutschland Kautabak her.                                                                    |
| 1948 | Erste Kirmesfeier der Gemeinde seit dem letzten Krieg |
| 1959 | Gründung der Absatzgenossenschaft Unterrieden eG zur Kirschvermarktung |
| 1960 | Bau der Bundesstraße 27 durch die Gemarkung, damit verbunden Flurbereinigung |
| 1971 | Im Zuge der Gebietsreform in Hessen zum 31. Dezember freiwillige Eingemeindung in die Stadt Witzenhausen. Für die nach Witzenhausen eingegliederten, ehemals eigenständigen Gemeinden wurde je ein Ortsbezirk mit Ortsbeirat und Ortsvorsteher nach der Hessischen Gemeindeordnung gebildet. |
| 1989 | Einweihung der Rad- und Fußgängerbrücke über die Werra |
| 2005 | Beginn des Dorferneuerungsprogramms des Landes Hessen |
| 2006 | Dorfjubiläum 1.150 Jahre Unterrieden |
| 2009 | Einweihung des neuen Jugendraumes an der Gerhard-Schmidt-Halle und Beginn Umbau der „Alten Schule“ zum Dorfgemeinschaftshaus |
| 2011 | Eröffnung des komplett renovierten Dorfgemeinschaftshauses mit Radlerherberge – Trägerverein ist der Unterrieder Kulturverein e. V. |

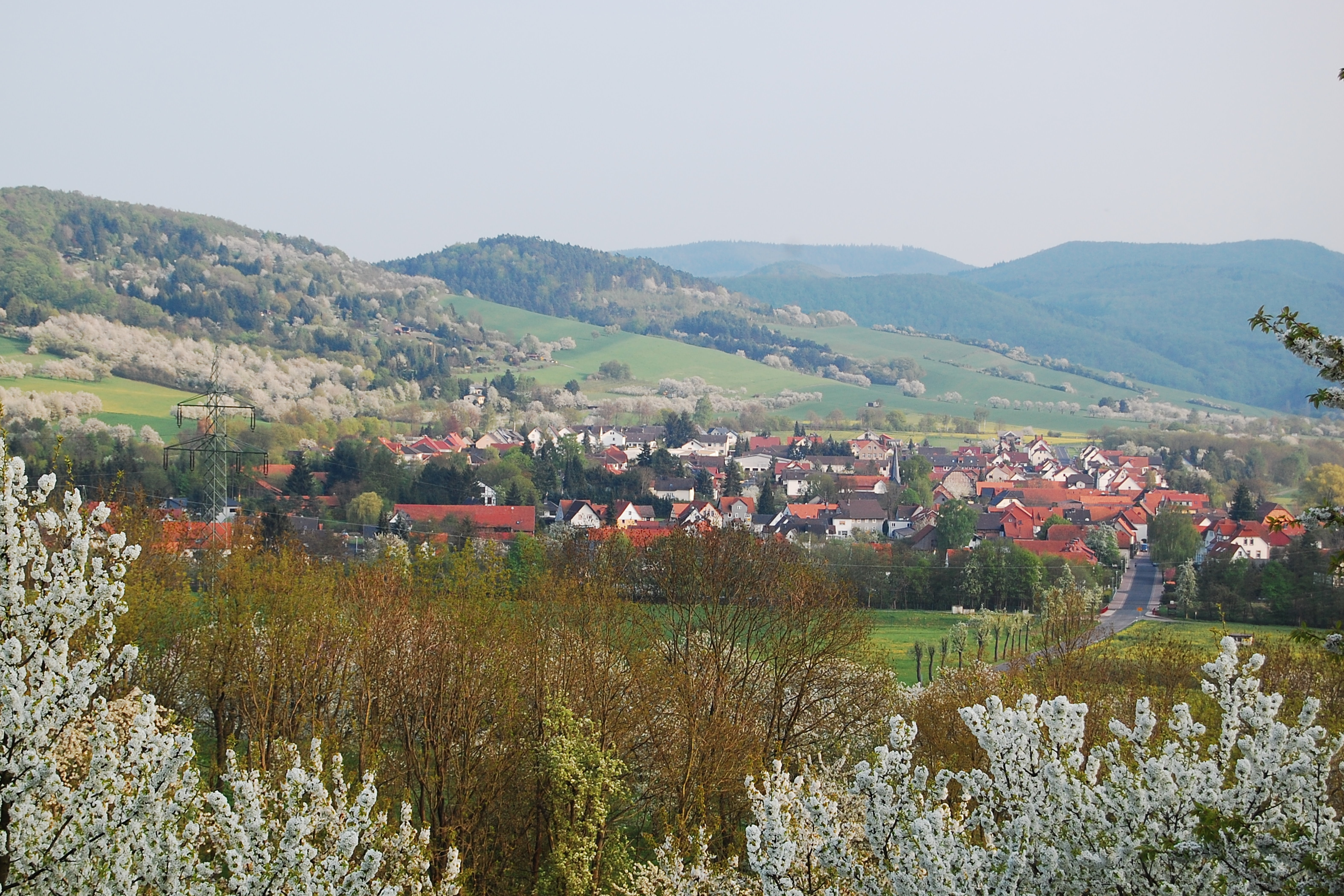
Kirschblüte
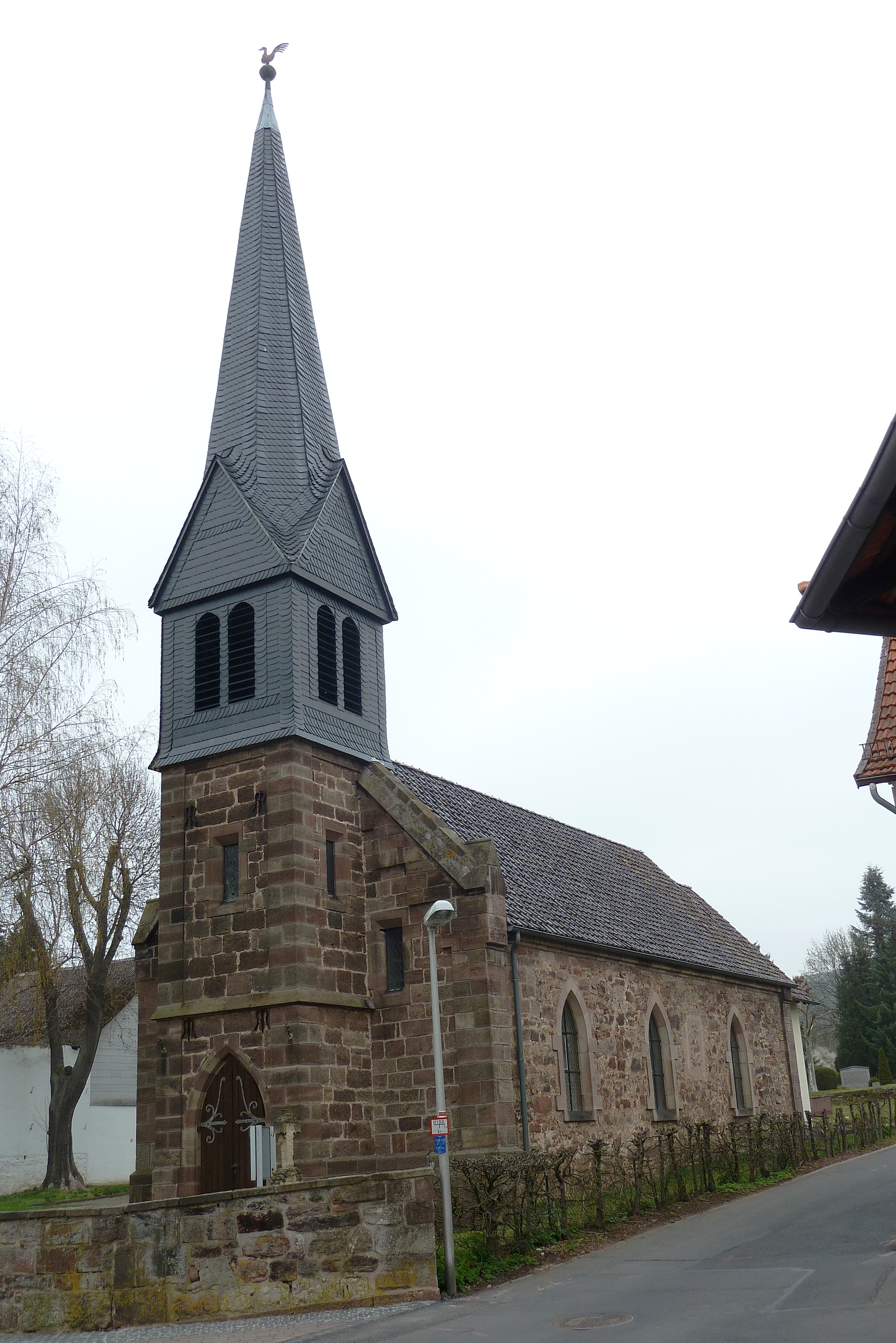
Evangelische Kirche

### Bevölkerung
Einwohnerstruktur 2011
Nach den Erhebungen des Zensus 2011 lebten am Stichtag, dem 9. Mai 2011, in Unterrieden 789 Einwohner. Darunter waren 27 (3,4 %) Ausländer. Nach dem Lebensalter waren 125 Einwohner unter 18 Jahren, 333 zwischen 18 und 49, 171 zwischen 50 und 64 und 150 Einwohner waren älter. Die Einwohner lebten in 318 Haushalten. Davon waren 72 Singlehaushalte, 120 Paare ohne Kinder und 96 Paare mit Kindern, sowie 24 Alleinerziehende und 9 Wohngemeinschaften. In 72 Haushalten lebten ausschließlich Senioren und in 207 Haushaltungen lebten keine Senioren.
Einwohnerentwicklung
| Quelle: Historisches Ortslexikon |                                                                     |
| • 1575:                          | 46 Hausgesesse                                                      |
| • 1585:                          | 46 Hausgesesse                                                      |
| • 1681:                          | 44 Einwohner                                                        |
| • 1747:                          | 61 Mannschaften mit 48 Feuerstellen                                 |
| • 1961:                          | 675 evangelische (= 77,94 %), 185 katholische (= 21,35 %) Einwohner |

| Unterrieden: Einwohnerzahlen von 1834 bis 2022 | Unterrieden: Einwohnerzahlen von 1834 bis 2022 | Unterrieden: Einwohnerzahlen von 1834 bis 2022 | Unterrieden: Einwohnerzahlen von 1834 bis 2022 | Unterrieden: Einwohnerzahlen von 1834 bis 2022 |
| --- | ---------------------------------------------- | ---------------------------------------------- | ---------------------------------------------- | ---------------------------------------------- |
| Jahr |                                                |                                                |                                                | Einwohner                                      |
| 1834 | 1834                                           |                                                | 543                                            | 543                                            |
| 1840 | 1840                                           |                                                | 577                                            | 577                                            |
| 1846 | 1846                                           |                                                | 548                                            | 548                                            |
| 1852 | 1852                                           |                                                | 573                                            | 573                                            |
| 1858 | 1858                                           |                                                | 551                                            | 551                                            |
| 1864 | 1864                                           |                                                | 588                                            | 588                                            |
| 1871 | 1871                                           |                                                | 628                                            | 628                                            |
| 1875 | 1875                                           |                                                | 574                                            | 574                                            |
| 1885 | 1885                                           |                                                | 478                                            | 478                                            |
| 1895 | 1895                                           |                                                | 499                                            | 499                                            |
| 1905 | 1905                                           |                                                | 589                                            | 589                                            |
| 1910 | 1910                                           |                                                | 570                                            | 570                                            |
| 1925 | 1925                                           |                                                | 553                                            | 553                                            |
| 1939 | 1939                                           |                                                | 585                                            | 585                                            |
| 1946 | 1946                                           |                                                | 861                                            | 861                                            |
| 1950 | 1950                                           |                                                | 909                                            | 909                                            |
| 1956 | 1956                                           |                                                | 888                                            | 888                                            |
| 1961 | 1961                                           |                                                | 866                                            | 866                                            |
| 1967 | 1967                                           |                                                | 874                                            | 874                                            |
| 1970 | 1970                                           |                                                | 839                                            | 839                                            |
| 1980 | 1980                                           |                                                | ?                                              | ?                                              |
| 1990 | 1990                                           |                                                | ?                                              | ?                                              |
| 2000 | 2000                                           |                                                | ?                                              | ?                                              |
| 2011 | 2011                                           |                                                | 789                                            | 789                                            |
| 2015 | 2015                                           |                                                | 848                                            | 848                                            |
| 2022 | 2022                                           |                                                | 915                                            | 915                                            |
| Datenquelle: Historisches Gemeindeverzeichnis für Hessen: Die Bevölkerung der Gemeinden 1834 bis 1967. Wiesbaden: Hessisches Statistisches Landesamt, 1968. Weitere Quellen: LAGIS; Stadt Witzenhausen; Zensus 2011 |                                                |                                                |                                                |                                                |

## Politik
Für Unterrieden besteht ein Ortsbezirk (Gebiete der ehemaligen Gemeinde Unterrieden) mit Ortsbeirat und Ortsvorsteher nach der Hessischen Gemeindeordnung. Der Ortsbeirat besteht aus sieben Mitgliedern. Bei den Kommunalwahlen in Hessen 2021 betrug die Wahlbeteiligung zum Ortsbeirat 63,24 %. Es erhielten die SPD mit 36,88 % drei Sitze, die CDU mit 17,87 % einen Sitz, die Grün-Bunte-Liste-Unterrieden mit 33,6 % zwei Sitze und die „Freie Wählergemeinschaft“ mit 11,61 % einen Sitz. Der Ortsbeirat wählte Harald Ludwig (SPD) zum Ortsvorsteher.

## Ansässige Unternehmen
- Absatzgenossenschaft Unterrieden eG „Witzenhäuser Kirschen“
- Bioland Frischgeflügel Roth GbR
- Fahrenbach GbR Garten- und Landschaftsbau
- Knofi & so – Witzenhäuser Spezialitäten
- Transport-Logistik-Pöhlmann Witzenhausen GmbH & Co. KG
- Tschik's Motorradservice

Im Dezember 2016 wurde Deutschlands letzte Kautabakfabrik Grimm & Triepel Kruse-Kautabak geschlossen.

## Persönlichkeiten
- Arthur Gestering (1874–1959), Bezirksamtsvorstand im Landkreis Ansbach